# Temporada de ciclones no Índico Sudoeste de 2008-2009
A temporada de ciclones no Oceano Índico sudoeste de 2008-09 foi um evento pouco acima da média na formação de ciclones tropicais. A temporada começou em 15 de Novembro de 2008 e terminou oficialmente em 30 de Abril de 2009 com a exceção da Maurícia e Seychelles nas quais terminou em 15 de Maio de 2009. Estas datas delimitam convencionalmente o período de cada ano quando a maioria dos ciclones tropicais se forma na bacia do oceano Índico sudoeste. A bacia é delimitada pelo meridiano 90°L e pela Linha do Equador, ficando no quadrante sudoeste destas limitações. Os ciclones tropicais que se formam nesta bacia são monitorados pelo Centro Meteorológico Regional Especializado em Reunião, controlado pela Météo-France.

## Tempestades
O Centro Meteorológico Regional Especializado (CMRE) de Reunião é o órgão designado pela Organização Meteorológica Mundial para o monitoramento de eventuais sistemas que se formam no Oceano Índico sudoeste. O CMRE de Reunião, assim como as suas sub-regionais em Madagascar e Maurícia, utilizam um método próprio na classificação de ciclones tropicais: a intensidade máxima de um ciclone é determinada pela média máxima dos ventos num intervalo de 10 minutos, semelhante ao método utilizado pela Agência Meteorológica do Japão (AMJ). Sistemas tropicais com ventos máximos constantes inferiores a 52 km/h são considerados perturbações tropicais. Sistemas com ventos constantes máximos entre 52 km/h e 61 km/h são considerados depressões tropicais. Sistemas com ventos máximos constantes entre 62 km/h e 87 km/h são considerados tempestades tropicais moderadas. Sistemas com ventos máximos constantes entre 88 km/h e 117 km/h são considerados tempestades tropicais intensas (ou severas). Sistemas com ventos máximos entre 118 km/h e 165 km/h são considerados simplesmente ciclones tropicais. Sistemas com ventos máximos constantes entre 166 km/h e 211 km/h são considerados ciclones tropicais intensos. Por fim, sistemas com ventos máximos constantes com mais de 212 km/h são considerados ciclones tropicais muito intensos.

### Zona de perturbações meteorológicas 01R
Uma área de baixa pressão formou-se em 5 de Outubro no Oceano Índico centro-sul. No dia seguinte, o Centro Meteorológico Regional Especializado (CMRE) de Reunião classificou o sistema como a zona de perturbações meteorológicas 01R, o primeiro sistema tropical da temporada.
No entanto, o sistema não conseguiu se organizar e começou a se dissipar em 8 de Outubro e, com isso, o CMRE de Reunião emitiu seu aviso final sobre o sistema.

### Tempestade tropical moderada Asma
Uma área de perturbações meteorológicas formou-se no Oceano Índico central em 14 de Outubro, ao norte do Território Britânico do Oceano Índico. O sistema, seguindo para oeste e oeste-sudoeste, começou a mostrar sinais de organização e em 16 de Outubro, o Centro Meteorológico Regional Especializado de Reunião classificou-o para uma perturbação tropical. Ao mesmo tempo, o Joint Typhoon Warning Center emitiu um Alerta de Formação de Ciclone tropical (AFCT). Mais tarde naquele dia, o JTWC emitiu seu primeiro aviso sobre o ciclone tropical 01S, o primeiro sistema tropical do hemisfério sul da temporada. No dia seguinte, o CMRE de Reunião classificou a perturbação para a primeira depressão tropical da temporada.
Devido ao forte cisalhamento do vento, a depressão não foi capaz de ser desenvolver rapidamente e o CMRE de Reunião desclassificou o sistema para uma perturbação tropical em 18 de outubro. No entanto, mesmo com o forte cisalhamento do vento, o sistema não se degenerou devido à favorável difluência atmosférica. Em 19 de Outubro, o sistema voltou a ser uma depressão tropical, e se tornou a primeira tempestade tropical moderada da temporada mais tarde naquele dia. Seguindo para oeste-sudoeste, Asma se intensificou gradualmente, atingindo o pico de intensidade em 20 de Outubro, com ventos de até 100 km/h. A partir de então, cisalhamento do vento e águas mais frias começaram a enfraquecer o sistema, que se dissipou em 23 de Outubro próximo a Madagascar.

### Tempestade tropical moderada Bernard
Uma área de perturbações meteorológicas associada à zona de convergência intertropical a leste-sudeste de Diego Garcia começou a mostrar sinais de organização em 19 de Novembro. Ainda naquele dia, o CMRE de Reunião classificou o sistema para a perturbação tropical 03R, enquanto que o Joint Typhoon Warning Center emitiu um "Alerta de Formação de Ciclone Tropical" (AFCT) sobre o sistema. Mais tarde naquele dia, o JTWC classificou o sistema para o ciclone tropical "03S", enquanto que o CMRE de Reunião o classificou para uma depressão tropical. Em 20 de Novembro, o CMRE de Reunião classificou a depressão para a segunda tempestade tropical moderada da temporada, dando-lhe o nome Bernard.
No entanto, mais tarde naquele dia, Bernard começou a ser afetado por forte cisalhamento do vento provocado por um cavado de médias latitudes próximo e rapidamente perdeu suas áreas de convecção associadas e, consequentemente, se enfraqueceu rapidamente. Com isso, o JTWC emitiu seu aviso final sobre o sistema, enquanto que o CMRE de Reunião desclassificou Bernard para uma depressão, e posteriormente para uma perturbação tropical, emitindo seu aviso final sobre o sistema assim que a perturbação saiu de sua área de responsabilidade. O Centro de Aviso de Ciclone Tropical (CACT) de Perth designou o sistema como a baixa tropical 01U assim que o sistema adentrou a sua área de responsabilidade.

### Tempestade tropical severa Cinda
Uma área de perturbações meteorológicas que mostrava sinais de organização desde 11 de dezembro formou-se a sudoeste de Diego Garcia em 15 de dezembro. Mais tarde naquele dia, o CMRE de Reunião classificou o sistema para uma perturbação tropical. O sistema continuou a mostrar sinais de organização e, no começo da madrugada (UTC) de 17 de Dezembro, o CMRE de Reunião classificou o sistema para uma depressão tropical, enquanto que o Joint Typhoon Warning Center emitiu um "Alerta de Formação de Ciclone Tropical" para o sistema. Mais tarde naquele dia, o JTWC começou a emitir avisos regulares sobre o sistema. No começo da madrugada de 18 de Dezembro, o CMRE de Reunião classificou a depressão para a tempestade tropical moderada Cinda, o terceiro sistema tropical dotado de nome da temporada. A tendência de intensificação do sistema continuou e, mais tarde naquele dia, o CMRE de Reunião classificou Cinda para uma tempestade severa.
No entanto, a partir de 19 de dezembro, Cinda começou a ser afetado por cisalhamento do vento moderado e, aliado às baixas temperaturas da superfície do mar, o sistema começou a se enfraquecer. Com isso, o CMRE de Reunião desclassificou o sistema para uma tempestade tropical moderada, para uma depressão tropical em 20 de dezembro e para uma perturbação tropical mais tarde naquele dia. O JTWC emitiu seu aviso final sobre Cinda durante as primeiras horas da madrugada de 21 de dezembro.

### Tempestade tropical severa Dongo
O Centro Meteorológico Regional Especializado (CMRE) de Reunião identificou a formação de uma área de distúrbios meteorológicos ao sul de Diego Garcia durante a manhã de 8 de janeiro, atribuindo-lhe a designação "05R". Mais tarde naquele dia, o sistema começou a mostrar sinais de organização. Com isso, o CMRE de Reunião classificou o sistema para uma perturbação tropical. Ainda naquele dia, o Joint Typhoon Warning Center (JTWC) emitiu um "Alerta de Formação de Ciclone Tropical", mencionando que era provável a formação de um sistema tropical dentro de um período de 24 horas. O sistema continuou a mostrar sinais de organização e, durante a manhã (UTC) de 9 de janeiro, o CMRE classificou o sistema para uma depressão tropical. Horas depois, a depressão se intensificou para a tempestade tropical moderada Dongo. Durante a tarde (UTC) daquele dia, o JTWC emitiu seu primeiro aviso regular sobre o ciclone tropical "06S". Seguindo para sul através de uma brecha na alta subtropical, Dongo começou a se intensificar gradualmente. Com isso, durante as primeiras horas de 11 de janeiro, o CMRE de Reunião classificou Dongo para uma tempestade tropical severa, assim que o sistema atingiu o seu pico de intensidade, com ventos máximos sustentados de 95 km/h.
Dongo manteve esta intensidade durante todo aquele dia. No entanto, a tempestade começou a seguir por águas mais frias e ser afetada por cisalhamento do vento associado ao jet stream. Com isso, durante as primeiras horas de 12 de janeiro, o CMRE de Reunião desclassificou Dongo para uma tempestade tropical moderada. A partir de então, Dongo começou a adentrar uma forte zona baroclínica e começou a sofrer transição extratropical. Com isso, ainda naquele dia, o CMRE de Reunião desclassificou Dongo para um ciclone extratropical remanescente, enquanto que o JTWC emitiu seu aviso final sobre o sistema.
Como Dongo manteve-se distante de qualquer área costeira, nenhum impacto relatado aos efeitos da tempestade foi relatado.

### Tempestade tropical moderada Eric
Em 17 de janeiro, o Centro Meteorológico Regional Especializado de Reunião notou a formação de uma área de distúrbios meteorológicos a nordeste de Madagascar e lhe atribuiu a designação "06R". Ainda naquele dia, o Joint Typhoon Warning Center (JTWC) emitiu um "Alerta de Formação de Ciclone Tropical" (AFCT), mencionando que o sistema poderia se tornar um ciclone tropical significativo dentro de um período de 24 horas. Durante o começo da madrugada de 18 de janeiro, o CMRE de Reunião classificou o sistema para uma perturbação tropical. Com a contínua organização do sistema, o CMRE de Reunião classificou o sistema para uma depressão horas depois. Com excelentes fluxos de saída, apesar da interação com terra, o sistema foi capaz de continuar a se intensificar e o Joint Typhoon Warning Center (JTWC) classificou o sistema para o ciclone tropical 08S. Durante o começo da madrugada (UTC) de 19 de janeiro, a depressão tropical se tornou a tempestade tropical moderada Eric ao largo da costa nordeste de Madagascar.
A partir de então, Eric parou de se intensificar e começou a se desorganizar devido à interação com a costa leste de Madagascar e à maior velocidade de trajetória para o sul. Sendo um sistema altamente desorganizado, o JTWC emitiu seu aviso final sobre o sistema assim que Eric começou a se interagir com a zona baroclínica. No começo da madrugada de 21 de janeiro, o CMRE de Reunião desclassificou Eric para uma depressão tropical. A depressão continuou a seguir para sul-sudeste até se dissipar mais tarde naquele dia.
Eric trouxe chuvas fortes e ventos de até 100 km/h para a costa das províncias malgaxes de Antsiranana e Toamasina. As enchentes deixaram quase mil pessoas desabrigadas. Pelo menos 27 pessoas ficaram feridas e uma morreu em consequência dos impactos de Eric em Madagascar.

### Ciclone tropical intenso Fanele
O Centro Meteorológico Regional Especializado (CMRE) de Reunião identificou a formação de uma perturbação tropical sobre o canal de Moçambique, a sudoeste de Madagascar, durante a manhã (UTC) de 18 de janeiro. Mais tarde naquele dia, o sistema se intensificou para uma depressão tropical. Durante as primeiras horas (UTC) de 19 de janeiro, o JTWC emitiu seu primeiro aviso regular sobre o ciclone tropical "09S". Permanecendo praticamente estacionário, o sistema continuou a se intensificar e, horas depois, o CMRE de Reunião classificou o sistema para a tempestade tropical Fanele.
O sistema continuou a se intensificar e o CMRE de Reunião classificou Fanele para uma tempestade tropical severa. A rápida intensificação continuou naquele dia assim que Fanele começou a seguir para nordeste e o sistema se tornou um ciclone tropical, uma classificação do CMRE de Reunião que equivale a intensidade de um furacão, durante as primeiras horas de 20 de janeiro. A rápida intensificação continuou e Fanele foi classificada pelo CMRE de Reunião como um ciclone tropical intenso, o primeiro da temporada, horas depois. Fanele atingiu seu pico de intensidade durante a tarde (UTC) de 20 de janeiro, com ventos máximos sustentados de 185 km/h.
Fanele fez landfall na costa oeste de Madagascar, perto da pequena cidade de Belo sur Mer, na província de Toliara, com ventos máximos sustentados de 175 km/h. Seguindo para sudeste devido à aproximação de um cavado de médias latitudes, Fanele começou a se enfraquecer assim que seguia pelo interior malgaxe. Com isso, o CMRE de Reunião desclassificou Fanele para uma depressão sobre-terra durante a manhã (UTC) de 21 de janeiro. Fanele alcançou o Oceano Índico aberto apenas como uma desorganizada perturbação tropical. Estando ainda numa região com condições meteorológicas razoáveis, o sistema voltou a se intensificar gradualmente. Com isso, durante a manhã de 22 de janeiro, o CMRE de Reunião voltou a classificar o sistema para uma depressão tropical, e para uma tempestade tropical moderada horas depois. Porém, Fanele começou a sofrer transição extratropical ainda naquele dia. Com isso, o JTWC emitiu seu aviso final sobre o sistema horas mais tarde, e o CMRE de Reunião fez o mesmo durante a madrugada de 23 de janeiro.
Fanele atingiu a costa oeste de Madagascar em 21 de janeiro, na costa da província de Toliara. A cidade de Morondava foi severamente afetada; pelo menos 3.000 pessoas ficaram desabrigadas na cidade. Por toda a província malgaxe, mais de 40.000 pessoas foram afetadas e 8 pessoas morreram como consequência dos efeitos de Fanele pela região.

### Ciclone tropical intenso Gael
Uma área de perturbações meteorológicas formou-se em 30 de janeiro a sudoeste de Diego Garcia, Território Britânico do Oceano Índico, e começou a mostrar sinais de organização em 1 de fevereiro. Seguindo para oeste-sudoeste e para oeste, o sistema se organizou e se intensificou gradualmente, se tornando uma perturbação tropical em 2 de fevereiro, e uma depressão tropical no dia seguinte, a nordeste de Reunião. Horas mais tarde, o sistema foi classificado pelo Centro Meteorológico Regional Especializado de Reunião para uma tempestade tropical moderada "Gael" a nordeste de Reunião. O sistema continuou a se intensificar e Gael se intensificou para uma tempestade tropical severa em 5 de fevereiro, e para um ciclone tropical mais tarde naquele dia. Gael continuou a se intensificar rapidamente e se tornou o segundo ciclone tropical intenso da temporada em 6 de fevereiro, a leste de Madagascar.
Após atingir seu pico de intensidade em 6 de fevereiro, com ventos máximos sustentados de 220 km/h, segundo o Joint Typhoon Warning Center, ou 175 km/h, segundo o CMRE de Reunião, Gael começou a seguir para sul e começou a se enfraquecer continuamente. O ciclone se enfraqueceu para um simples ciclone tropical em 8 de fevereiro, e para uma tempestade tropical severa durante as primeiras horas de 10 de fevereiro. Naquele mesmo dia, Gael começou a se transformar num ciclone extratropical e, com isso, tanto o JTWC quanto o CMRE de Reunião emitiram seus avisos finais sobre o sistema ainda naquele dia.
Apesar de não atingir diretamente nenhuma terra emersa, Gael causou chuvas torrenciais, que causaram severas enchentes e deslizamentos de terra em Reunião. Pelo menos duas pessoas morreram como consequência dos efeitos de Gael na ilha.

### Tempestade tropical severa Hina
Uma perturbação tropical, designada como 09R pelo CMRE de Reunião, formou-se de uma área de perturbações meteorológicas a sudeste do Território Britânico do Oceano Índico em 21 de fevereiro. Com condições meteorológicas favoráveis, o sistema se tornou uma depressão tropical ainda naquele dia, e a tempestade tropical moderada Hina durante as primeiras horas (UTC) de 22 de fevereiro. O JTWC tinha anteriormente classificado o sistema para um ciclone tropical significativo e atribído ao sistema a designação "16S".  Seguindo para sul-sudeste, Hina continuou a se intensificar, e se tornou uma tempestade tropical severa, segundo o Centro Meteorológico Regional Especializado (CMRE) de Reunião ainda naquele dia. Porém, as condições meteorológicas começaram a ficar mais desfavoráveis a partir de 23 de fevereiro, e Hina atingiu seu pico de intensidade, com ventos máximos sustentados de 120 km/h, segundo o Joint Typhoon Warning Center (JTWC), ou 105 km/h, segundo o CMRE de Reunião.
A partir de então, Hina começou a se enfraquecer rapidamente devido aos efeitos do forte cisalhamento do vento, e foi desclassificado para uma tempestade tropical moderada ainda naquele dia, e para uma depressão tropical durante as primeiras horas de 24 de fevereiro. Durante aquela madrugada, Hina já não mais apresentava organização suficiente para ser definido como um ciclone tropical significativo, e tanto o JTWC quanto o CMRE de Reunião emitiram seus avisos finais sobre o sistema ainda naquela manhã.
Como a tempestade tropical Hina manteve-se distante de áreas costeiras durante todo o seu período de existência, nenhum impacto foi relatado em associação à tempestade. Além disso, nenhum navio ou estação meteorológica de superfície registrou in situ a passagem da tempestade.

### Depressão tropical 10
Uma área de perturbações meteorológicas a sudeste do Território Britânico do Oceano Índico começou a mostrar sinais de organização em 27 de fevereiro. Porém, condições meteorológicas desfavoráveis impediram o gradual desenvolvimento do sistema. Seguindo para sudeste, o sistema voltou a mostrar sinais de organização em 8 de março, quando o CMRE classificou o sistema para uma perturbação tropical e lhe atribuiu a designação 10R. Ainda naquele dia, a perturbação começou a se organizar gradualmente com a diminuição do cisalhamento do vento. Com isso, o JTWC emitiu um Alerta de Formação de Ciclone Tropical (AFCT) sobre o sistema durante as primeiras horas de 9 de março. O sistema continuou a se consolidar, e o CMRE de Reunião classificou a perturbação numa depressão tropical ao meio-dia (UTC) de 9 de março. Horas mais tarde, o JTWC classificou o sistema para um ciclone tropical significativo, e lhe atribuiu a designação "19S".
Porém, o sistema não conseguiu suportar o aumento do cisalhamento do vento, que impedia a formação de novas áreas de convecção. Com isso, o ciclone atingiu seu pico de intensidade ainda em 9 de março, com ventos máximos sustentados de 65 km/h, segundo o JTWC, ou 55 km/h, segundo o CMRE de Reunião. As condições meteorológicas continuaram desfavoráveis, e durante a madrugada de 10 de março, o ciclone já não mais se enquadrava dentro da classificação de ciclone tropical significativo. Com isso, o JTWC emitiu seu aviso final sobre o sistema. Horas mais tarde, o CMRE de Reunião desclassificou o sistema para uma perturbação tropical, e emitiu seu aviso final mais tarde naquele dia.

### Tempestade tropical severa Izilda
Uma área de perturbações meteorológicas sobre o canal de Moçambique começou a mostrar sinais de organização em 21 de março. Com condições meteorológicas favoráveis para intensificação, o sistema começou a se organizar gradualmente enquanto permanecia quase estacionário. A partir de 23 de março, novas áreas de convecção profunda começaram a se formar em associação à perturbação, e seu centro ciclônico de baixos níveis ficou mais bem definido. Com isso, o JTWC emitiu um "Alerta de Formação de Ciclone Tropical (AFCT) sobre o sistema ainda naquele dia. Durante a manhã (UTC) do dia seguinte, o CMRE de Reunião classificou o sistema para uma perturbação tropical, e horas mais tarde, havia organização suficiente para que a perturbação fosse classificada para um ciclone tropical significativo, segundo o JTWC. O sistema continuou a se organizar e a se intensificar rapidamente durante o restante daquele dia, e o CMRE classificou a perturbação para uma depressão tropical no início daquela tarde, e para a tempestade tropical moderada Izilda no início daquela noite (UTC). Izilda continuou a se intensificar gradualmente em 25 de março, e o CMRE de Reunião classificoi Izilda para uma tempestade tropical severa no início daquela noite. Seguindo lentamente para sul-sudeste, Izilda atingiu seu pico de intensidade durante a manhã de 26 de março, com ventos máximos sustentados de 120 km/h, segundo o JTWC, ou 110 km/h, segundo o CMRE, assim que ficou quase estacionário ao largo da costa sudoeste de Madagascar.
A partir de então, Izilda começou a se enfraquecer rapidamente assim que o cisalhamento do vento aumentou drsticamente. Ao mesmo tempo, o ciclone começou a seguir lentamente para oeste. Com isso, o CMRE de Reunião desclassificou Izilda para uma tempestade tropical moderada ainda no início daquela tarde. O cisalhamento do vento continuou, separando o centro ciclônico de baixos níveis de o de altos níveis, e induzindo o rápido enfraquecimento do sistema. Com isso, o JTWC emitiu seu aviso final sobre o sistema ainda durante a noite (UTC) de 26 de março. O CMRE de Reunião desclassificou Izilda para uma perturbação tropical remanescente durante a manhã de 27 de março, e também emitiu seu aviso final sobre o sistema mais tarde naquele dia.
Devido à proximidade de Izilda de Madagascar, o governo daquele país pôs em prática avisos para as áreas costeiras entre as cidades de Morondava e Toliara. Foi recomendado aos pescadores a não irem para o mar devido à grande agitação do mar. As autoridades em Moçambique também recomendaram aos pescadores para que não saíssem para o mar aberto.

### Tempestade tropical severa Jade
Uma área de perturbações meteorológicas começou a mostrar sinais de organização em 30 de março, a sudoeste do Território Britânico do Oceano Índico. Inicialmente, a perturbação não foi capaz de se organizar rapidamente devido a sua natureza desorganizada e às condições meteorológicas menores do que ideal. Porém, a partir da noite (UTC) de 3 de abril, novas áreas de convecção profunda começaram a se formar em associação ao sistema. A contínua organização do sistema persistiu, e o JTWC emitiu um "Alerta de Formação de Ciclone Tropical" (AFCT) sobre o sistema durante as primeiras horas da madrugada (UTC) de 4 de abril. O CMRE de Reunião notou a organização do sistema, e o classificou para uma área de perturbações meteorológicas durante aquela manhã. Horas mais tarde, o JTWC classificou o sistema para um ciclone tropical significativo assim que o centro ciclônico de baixos níveis do sistema ficou bem consolidado. O sistema continuou a se desenvolver gradualmente durante o restante daquele dia, e o CMRE o classificou para uma perturbação tropical durante aquela tarde, e para uma depressão tropical durante o início daquela noite (UTC). A tendência de organização do sistema continuou assim que o ciclone seguia para oeste-sudoeste, e o CMRE de Reunião classificou a depressão para a tempestade tropical moderada Jade durante a manhã de 5 de abril. Jade continuou a se intensificar gradualmente assim que seguia para oeste e oeste-sudoeste, e se tornou uma tempestade tropical severa, segundo o CMRE de Reunião, durante o início da madrugada de 6 de abril. A partir de então, Jade começou a seguir mais para sudoeste, e atingiu seu pico de intensidade naquele dia, com ventos máximos sustentados de 120 km/h, segundo o JTWC, ou 110 km/h, segundo o CMRE de Reunião, pouco antes de fazer landfall na costa nordeste de Madagascar, ao sul da cidade de Antalaha, aproximadamente às 06:00 (UTC), nesta intensidade.
Após atingir Madagascar, Jade começou a se desorganizar rapidamente. Com isso, o CMRE desclassificou Jade para uma depressão tropical sobre terra durante o início daquela tarde. O sistema continuou a perder organização devido à interação da circulação com os terrenos montanhosos de Madagascar. Com isso, o JTWC emitiu seu aviso final sobre o sistema durante a noite de 6 de abril.
No entanto, Jade começou a seguir para sul-sudeste, e logo alcançou o Oceano Índico novamente. Com isso, o ciclone voltou a se intensificar lentamente. O CMRE de Reunião voltou a classificar Jade para uma tempestade tropical moderada durante a manhã de 7 de abril, e o JTWC retomou a emissão de avisos regulares sobre a tempestade naquela tarde. Jade manteve sua intensidade até 9 de abril, quando começou a ser afetado por forte cisalhamento do vento. Com isso, o CMRE desclassificou novamente Jade para uma depressão tropical, apesar de voltar a classificar Jade para uma tempestade tropical moderada no dia seguinte. No entanto, o ciclone começou seu enfraquecimento definitivo quando o cisalhamento aumentou ainda mais, e o CMRE de Reunião desclassificou pela última vez Jade para uma depressão tropical no início daquela noite. Horas mais tarde, o JTWC emitiu seu aviso final sobre Jade assim que o ciclone começou a interagir com a zona barocínica e começou a se tornar um ciclone extratropical. Em 11 de abril, o CMRE de Reunião desclassificou Jade para um ciclone extratropical remanescente, e emitiu seu aviso final mais tarde naquele dia.
Pelo menos 4.100 pessoas ficaram desabrigadas, sendo que mais de 3.300 somente na cidade de Mananjary devido a uma devastadora avalanche de lama, que também deixou cinco mortos. Outras três pessoas morreram quando uma casa desabou no nordeste do país. Um deslizamento de terra matou outra pessoa na cidade de Nosy Varika.

## Cronologia
O gráfico abaixo mostra de forma clara a duração e a intensidade de cada ciclone tropical:

## Nomes das tempestades
As perturbações tropicais são nomeadas depois de alcançar a força de uma tempestade tropical moderada. Se uma perturbação tropical alcança esta intensidade na região ao sul da Linha do Equador e a oeste do meridiano 55°L, então o sistema é nomeado pelo Centro sub-regional de Aviso de Ciclone Tropical de Madagascar. Se o sistema alcançar esta intensidade na região ao sul da Linha do Equador e entre os meridianos 55°L e 90°L, então é nomeado pelo Centro Sub-regional de Aviso de ciclone Tropical de Maurícia. As listas são recicladas a cada ano e portanto, nomes não são retirados definitivamente.
Abaixo está a lista a ser usada para esta temporada (os nomes não usados estão em cinza):
| - Asma - Bernard - Cinda - Dongo - Eric - Fanele - Gael - Hina - Izilda | - Jade - Kago (Sem usar) - Lisebo (Sem usar) - Magoma (Sem usar) - Newa (Sem usar) - Owami (Sem usar) - Pulane (Sem usar) - Qoli (Sem usar) - Rute (Sem usar) | - Sama (Sem usar) - Tsholo (Sem usar) - Uzale (Sem usar) - Vimbai (Sem usar) - Wada (Sem usar) - Xylo (Sem usar) - Yamba (Sem usar) - Zita (Sem usar) |